# Roland Moser
Roland Moser, född 19 september 1962 i Vaduz, är en liechtensteinsk politiker och före detta fotbollsspelare.

## Fotbollskarriär
Moser spelade för ett flertal schweiziska klubbar, kanske mest nämnvärt för St. Gallen. Han spelade även för hemstadens FC Vaduz vid fyra olika tillfällen. Han spelade elva landskamper för Liechtensteins landslag och utsågs till årets fotbollsspelare i Liechtenstein 1985, 1986 och 1995.

## Karriär efter fotbollen
Moser har efter fotbollen varit aktiv som politiker för det konservativa partiet Fosterlandsunionen, för vilka han haft ett flertal olika politiska uppdrag. Han har varit med i Vaduz kommunfullmäktige och kandiderade till Vaduz borgmästare 2011, utan att bli vald.
Moser är 2023 assistent till regeringschefen, premiärminister Daniel Risch.

## Personligt
Roland Moser har arbetat som VD och har genomgått utbildningar på forskarnivå inom företagsekonomi. Moser är gift och har tre barn.